# Esperanto (album)
Esperanto to tytuł wydanego w 1993 roku albumu Karla Bartosa, który nagrał we współpracy z Lotharem Manteuffel, znanego wcześniej z zespołu Rheingold.
Prace nad płytą rozpoczęły się w roku 1991, po odejściu Bartosa z Kraftwerk. Piosenki "Show Business" i "Kissing the Machine" zostały napisane wspólnie z Andym McCluskey z Orchestral Manoeuvres in the Dark, a "Crosstalk" i "Overdrive" z Emilem Schultem, który był także odpowiedzialny za oprawę graficzną albumu.
Połowa utworów jest zbliżona stylistycznie do dokonań Kraftwerk, z czego pozostałe silnie odnoszą się do współczesnego techno. Fani Kraftwerk po premierze albumu zostali podzieleni: dla zagorzałych zwolenników dokonań poprzedniej grupy Bartosa płyta zawierała zbyt mało charakterystycznych melodii elektronicznych, zaś niektórzy uznali Esperanto za "niespodziewane arcydzieło".
Nazwa albumu odnosi się do sztucznego języka Esperanto.

## Lista utworów
1. "TV" (Bartos, Manteuffel) – 5:44
2. "Show Business" (Bartos, Manteuffel, McCluskey) – 3:20
3. "Kissing The Machine" (Bartos, McCluskey) – 5:05
4. "Lifestyle" (Bartos) – 4:46
5. "Crosstalk" (Bartos, Manteuffel, Schult) – 5:52
6. "Information" (Bartos) – 8:35
7. "Esperanto" (Bartos) – 4:41
8. "Overdrive" (Bartos, Schult) – 5:23

### Dodatkowe utwory zawarte w japońskiej edycji albumu
1. "Lifestyle [Radio Style]"
2. "Lifestyle [Club Style]"
3. "Lifestyle [Phone Me Style]"
4. "Lifestyle [Edit Style]"
5. "Crosstalk Intercomix"
6. "Baby Come Back"